# Yesteryear
Yesteryear (cách điệu là yesteryear) là album phòng thu đầu tay của ca sĩ người Việt Nam Phùng Khánh Linh. Album được phát hành vào ngày 3 tháng 12 năm 2020 bởi Hãng đĩa Thời Đại. Được lên ý tưởng và hoàn thành vào thời điểm giãn cách xã hội tại Việt Nam vì đại dịch COVID-19 năm 2020, album bao gồm 13 bài hát và nhận về những đánh giá tích cực từ công chúng.
Album đã nhận về một đề cử cho hạng mục "Album của năm" tại Giải thưởng Âm nhạc Cống hiến 2021. Vào Ngày Quốc khánh Việt Nam năm 2021, Phùng Khánh Linh ra mắt phiên bản cao cấp (deluxe) của album với sự xuất hiện của 3 bài hát mới nâng tổng số bài hát của album lên 16, trong đó bài hát thứ 15 của album, "một liều thuốc", được ra mắt làm đĩa đơn vào ngày 6 tháng 8 năm 2021.

## Bối cảnh và phát hành
Ngày 3 tháng 12, album đầu tay trong sự nghiệp ca hát của Phùng Khánh Linh – yesteryear chính thức được phát hành sau một thời gian dài. Song song với album yesteryear, MV cho ca khúc chủ đề “Cô gái nhân ái” cũng được nữ ca sĩ ra mắt trên kênh YouTube cá nhân.

## Sáng tác
Phùng Khánh Linh đã mô tả tựa đề album, Yesteryear được hiểu là những ngày tháng đã qua. Đây không đơn thuần là một album tập hợp những sáng tác mới mà còn là nơi Phùng Khánh Linh đưa rất nhiều tâm tư và trải nghiệm cá nhân vào từng bài hát. Sản phẩm bao gồm 13 track do chính "cô nàng" chấp bút với kỳ vọng đem đến một bản ngã mới mẻ và sâu sắc hơn.
Phùng Khánh Linh đã phát hành 4 đĩa đơn, bao gồm "Thế giới không anh", "Cô gái nhân ái", "chỉ còn lại hai ta" và "chỉ buồn hôm nay", 2 đĩa đơn quảng bá cũng được Phùng Khánh Linh phát hành trước thời điểm ra mắt album, bao gồm "Gói tình em rồi về" và "Sao anh không hiểu".
"Cô gái nhân ái" là bài hát chủ đề của album, được đánh giá là có nội dung truyền tải thông điệp về sự nữ quyền trong ngành công nghiệp âm nhạc hiện nay. Phùng Khánh Linh đã mô phỏng lại hình ảnh của Taylor Swift và Britney Spears trong video âm nhạc của bài hát này.
Phùng Khánh Linh muốn truyền tải tới khán giả qua màu giọng rất riêng của mình qua 13 bài hát trong album. Từ những rung động nhẹ nhàng, những cảm xúc nồng nhiệt trong tình yêu trong “Yêu hết tấm thân này”, “Lá thư #100” hay “Đừng thả thính” cho đến những cảm giác hụt hẫng, đầy nuối tiếc qua “Thế giới không anh”, “Anh đã không rõ ràng với em” hay “Chỉ buồn hôm nay”, tất cả đều được cô thể hiện một cách tinh tế và vô cùng hiện đại ở sản phẩm âm nhạc quan trọng trong sự nghiệp.
Ngoài ra, yesteryear còn chứng kiến sự đa dạng trong màu sắc âm nhạc của Phùng Khánh Linh. Cô chứng minh được rằng bản thân không chỉ chinh phục dễ dàng các bản Pop hay Ballad sở trường mà còn có khả năng tạo nên những dấu ấn mới mẻ với Dance, Disco, R&B bên cạnh những âm hưởng rõ nét của nhạc điện tử. Từ đó, sản phẩm đánh dấu bước chuyển mình mạnh mẽ của nữ nghệ sĩ vốn xuất thân từ cộng đồng Indie Việt, cũng như mang đến thêm cơ hội trong việc tiếp cận nhiều đối tượng khán giả hơn. Được biết, toàn bộ các ca khúc trong yesteryear đều được phối nhạc tại Mỹ dưới bàn tay của những nhà sản xuất tài năng. Trong ekip còn có kỹ sư âm thanh Randy Merrill – người từng làm việc cho loạt album của các nghệ sĩ quốc tế như Taylor Swift, Lady Gaga, Ariana Grande, Adele,...

## Diễn biến thương mại và đón nhận
Trước thời điểm phát hành, sản phẩm đã giành vị trí dẫn đầu về album có lượng đặt trước nhiều nhất trên nền tảng iTunes Việt Nam suốt hai tuần liền. Album đã tiêu thụ được 1000 bản vật lý sau đúng 2 tuần phát hành. Theo đó, phía đơn vị phát hành sản phẩm là Hãng Đĩa Thời Đại đã đăng tải thông báo về việc in thêm 1000 bản để đáp ứng nhu cầu của người hâm mộ. Nhiều khán giả cho rằng album “Yesteryear” đã nhận được nhiều phản hồi tích cực bởi sự chất lượng và chỉn chu, đánh đúng thị hiếu âm nhạc của giới trẻ hiện nay cũng như làm hài lòng nhiều người trong nghề bởi sự kỹ tính về mặt âm thanh. Bên cạnh đó, việc đầu tư tổ chức một showcase riêng để quảng bá cho sản phẩm lần này cũng khiến đĩa nhạc thu hút sự chú ý từ giới mộ điệu.
Trước thành tựu này, Phùng Khánh Linh bày tỏ sự phấn khích: “Tôi dường như vỡ òa. Thành thật mà nói có những khoảnh khắc tôi lo lắng, thậm chí tới mức stress về câu hỏi làm sao để âm nhạc trong album này nhanh chóng tới được với người nghe. Thậm chí, lúc đầu tôi còn tính chỉ phát hành vài trăm đĩa làm kỷ niệm. Sau cùng tôi lấy mọi áp lực để dồn sức cho showcase. Ở đêm nhạc đó tôi đã biết khán giả thương mình nhiều thế nào. Đây sẽ là động lực để tôi nỗ lực nhiều hơn, mang tới thật nhiều dự án tâm huyết gửi tới người hâm mộ”.

## Danh sách bài hát
Tất cả các ca khúc được viết bởi Phùng Khánh Linh, trừ ca khúc 1, 4, 8 và 12 là đồng sáng tác với rirodybo.
| Bản tiêu chuẩn của yesteryear | Bản tiêu chuẩn của yesteryear             | Bản tiêu chuẩn của yesteryear | Bản tiêu chuẩn của yesteryear |
| STT                           | Nhan đề                                   | Sản xuất                      | Thời lượng                    |
| ----------------------------- | ----------------------------------------- | ----------------------------- | ----------------------------- |
| 1.                            | "yêu hết tấm thân này" (với Josh Frigo)   | FreshyBoyz, MKS               | 3:17                          |
| 2.                            | "chỉ còn lại hai ta"                      | Josh Frigo                    | 3:29                          |
| 3.                            | "chỉ buồn hôm nay"                        | Josh Frigo                    | 4:21                          |
| 4.                            | "lá thư #100 (letter #100)"               | Josh Frigo                    | 3:04                          |
| 5.                            | "mpg"                                     | Sergey Nedzvetskiy            | 2:47                          |
| 6.                            | "đừng thả thính"                          | FreshyBoyz & MKS              | 2:30                          |
| 7.                            | "anh đã không rõ ràng với em" (với MYRNE) | MYRNE                         | 3:44                          |
| 8.                            | "sao anh không hiểu?"                     | FreshyBoyz & MKS              | 3:20                          |
| 9.                            | "thế giới không anh"                      | DTAP, FreshyBoyz & MKS        | 4:19                          |
| 10.                           | "cô gái nhân ái"                          | FreshyBoyz, MKS               | 3:22                          |
| 11.                           | "hoa tiêu dao"                            | FreshyBoyz, MKS, Josh Frigo   | 3:05                          |
| 12.                           | "gói tình em rồi về"                      | FreshyBoyz, MKS               | 3:37                          |
| 13.                           | "em của ngày hôm qua (yesterme)"          | Josh Frigo                    | 4:05                          |
| Tổng thời lượng:              | Tổng thời lượng:                          | Tổng thời lượng:              | 45:00                         |

| Bản Deluxe       | Bản Deluxe                        | Bản Deluxe       | Bản Deluxe |
| STT              | Nhan đề                           | Sản xuất         | Thời lượng |
| ---------------- | --------------------------------- | ---------------- | ---------- |
| 14.              | "cô đơn sớm tối"                  | Josh Frigo       | 4:01       |
| 15.              | "một liều thuốc"                  | FreshyBoyz, MKS  | 3:07       |
| 16.              | "nhìn em mà xem (look at me now)" | Josh Frigo       | 3:07       |
| Tổng thời lượng: | Tổng thời lượng:                  | Tổng thời lượng: | 55:34      |

| Bản Super Deluxe | Bản Super Deluxe                                       | Bản Super Deluxe |
| STT              | Nhan đề                                                | Thời lượng       |
| ---------------- | ------------------------------------------------------ | ---------------- |
| 17.              | "thế giới không anh" (39 Kingdom Remix) (bản mở rộng)  | 4:10             |
| 18.              | "chỉ buồn hôm nay" (blue - bản thử)                    | 3:57             |
| 19.              | "chỉ còn lại hai ta" (dance in the country - bản nháp) | 3:20             |
| Tổng thời lượng: | Tổng thời lượng:                                       | 67:01            |

## Thành phần tham gia sản xuất
| Phần âm nhạc - Giám đốc sản xuất, giám đốc âm nhạc: Lâm Thời Đại, Phạm Anh Phú - Nhạc sĩ: Phùng Khánh Linh - Viết lời tiếng Anh: Rirodybo - Nhà sản xuất: Josy Frigo, Freshy Boyz, MKS, DTAP, Sergey Nedzvetskiy, Myrne - Kỹ sư thu âm: Trung Đặng - Phòng thu: Việt Tân (Thành phố Hồ Chí Minh, Việt Nam) - Hòa âm phối khí: Phạm Tuấn (TP. HCM, Việt Nam), Josh Frigo (Nashville, Hoa Kỳ) - Master: Randy Merrill tại Sterling Sound (New York, Hoa Kỳ) - Trợ lí sản xuất: Minh Trang - Giọng nền: Phùng Khánh Linh - Huấn luyện giọng hát: Minh Huệ - Sản xuất giọng: Rirodybo | Phần hình ảnh - Giám đốc nghệ thuật và thiết kế đồ họa: Tuấn Maxx - Đạo diễn sáng tạo: Lâm Thời Đại, Phạm Anh Phú, Dy Duyên - Nhiếp ảnh: Dy Duyên - Nhà tạo mẫu thời trang: Dy Duyên, Nyn Pastel - Làm tóc và trang điểm: Đặng Trí Viễn - Trợ lí làm tóc và trang điểm: Huỳnh Nguyễn - Video hậu trường: MLEM STUDIO Khác - Quản lí phương tiện truyền thông: Tuấn Hà - Quản lí mạng xã hội: NOWHEREMAN - Hỗ trợ và điều phối dự án: Sơn Nguyễn, Judy Nguyễn, Trâm Nguyễn - Quản lí truyền thông: A.M.Y, Nido Nguyễn - Giám sát dự án: Phùng Lan Khanh - Xuất bản: Hãng đĩa Thời đại, Universal Music Group |

## Lịch sử phát hành
| Quốc gia | Ngày                 | Định dạng                 | Phiên bản    | Hãng đĩa                    | Chú thích |
| -------- | -------------------- | ------------------------- | ------------ | --------------------------- | --------- |
| Toàn cầu | 3 tháng 12 năm 2020  | Tải nhạc, phát trực tuyến | Tiêu chuẩn   | Hãng Đĩa Thời Đại Universal | [ 4 ]     |
| Việt Nam | 3 tháng 12 năm 2020  | CD                        | Tiêu chuẩn   | Hãng Đĩa Thời Đại Universal |           |
| Việt Nam | 18 tháng 6 năm 2021  | Cassette                  | Tiêu chuẩn   | Hãng Đĩa Thời Đại Universal | [ 5 ]     |
| Việt Nam | 18 tháng 6 năm 2021  | Vinyl                     | Tiêu chuẩn   | Hãng Đĩa Thời Đại Universal | [ 6 ]     |
| Toàn cầu | 2 tháng 9 năm 2021   | Tải nhạc, phát trực tuyến | Deluxe       | Hãng Đĩa Thời Đại Universal | [ 7 ]     |
| Việt Nam | 25 tháng 12 năm 2021 | CD                        | Super Deluxe | Hãng Đĩa Thời Đại Universal | [ 8 ]     |

## Giải thưởng
| Năm  | Giải thưởng                              | Hạng mục      | Kết quả | Tham khảo |
| ---- | ---------------------------------------- | ------------- | ------- | --------- |
| 2021 | Giải thưởng Âm nhạc Cống Hiến lần thứ 16 | Album của năm | Đề cử   | [ 9 ]     |